# Šípkový čaj
Šípkový čaj je bylinný čaj z plodů růže šípkové.

## Historie
První dochovanou zmínku o šípkovém čaji lze nalézt v mnoha herbářích z 11. století, ale ví se, že jej používali již Římané jako lék proti vzteklině a později i bylinkáři, kteří tento čaj předepisovali při infekcích, zánětech a dokonce i pro podporu paměti.

## Přínosy pro zdraví
V šípkovém čaji jsou obsaženy flavonoidy, které jsou účinnými antioxidanty. Mimo to působí antibakteriálně, má příznivý vliv na cévy, působí proti bolestem a zánětům. Tento čaj obsahuje i lykopen, který je antioxidantem s protirakovinnými účinky. Čaj kladně působí při těchto problémech:
- nachlazení
- zánět horních cest dýchacích
- bronchitida
- těžký kašel a rýma
- zimnice
- špatná imunita
- problémy s kardiovaskulárním systémem
- žaludeční problémy
- urychlení hojení poranění
- podpora dobré nálady
- a další…

## Příprava čaje
Šípkový čaj by se neměl vařit, ale pouze zalít převařenou vodou a nechat vyluhovat. V tomto případě se používají nejlépe čerstvé plody šípku, které se rozdrtí. Poté je nutno čaj důkladně scedit, nejlépe přes husté plátno, aby se odstranily jemné ostré chloupky, které jsou uvnitř šípků a které by mohly nepříjemně podráždit kůži a sliznice. Takto připravený čaj neztratí své vitamíny a látky nám prospěšné a zintenzivní se i jeho chuť.